# Lethrinus conchyliatus
Lethrinus conchyliatus là một loài cá biển thuộc chi Lethrinus trong họ Cá hè. Loài này được mô tả lần đầu tiên vào năm 1959.

## Từ nguyên
Tính từ định danh trong tiếng Latinh có nghĩa là "khoác lên màu tím", không rõ hàm ý, có lẽ đề cập đến vùng "màu tím nhạt" ở gốc vây ngực của loài cá này.

## Phân bố và môi trường sống
L. conchyliatus có phân bố rộng rãi ở Ấn Độ Dương, từ Mozambique và Tanzania, gồm các đảo quốc như Seychelles và Madagascar trải dài về phía đông đến biển Andaman và đảo Sumatra.
L. conchyliatus sống gần các rạn san hô và có nền đáy cát, đá vụn hoặc thảm cỏ biển ở độ sâu đến ít nhất là 220 m.

## Mô tả
Chiều dài cơ thể lớn nhất ở L. conchyliatus là 76 cm, thường bắt gặp với chiều dài khoảng 50 cm. Thân màu nâu hoặc xám, nhạt hơn ở bụng. Môi, gốc trên vây ngực và rìa nắp mang màu đỏ. Các vây màu cam nhạt hoặc lốm đốm.
Số gai ở vây lưng: 10 (gai thứ 3 hoặc 4 thường dài nhất); Số tia vây ở vây lưng: 9; Số gai ở vây hậu môn: 3; Số tia vây ở vây hậu môn: 8 (tia thứ nhất thường dài nhất); Số tia vây ở vây ngực: 13; Số vảy đường bên: 47–48.

## Sinh thái
Thức ăn của L. conchyliatus chủ yếu bao gồm động vật giáp xác và cá nhỏ.

## Thương mại
L. conchyliatus được đánh bắt vì mục đích thương mại và câu cá giải trí.